# Saint-Priest-des-Champs

Saint-Priest-des-Champs este o comună în departamentul Puy-de-Dôme, Franța. În 1 ianuarie 2022 avea o populație de 726 de locuitori.